# アーリット

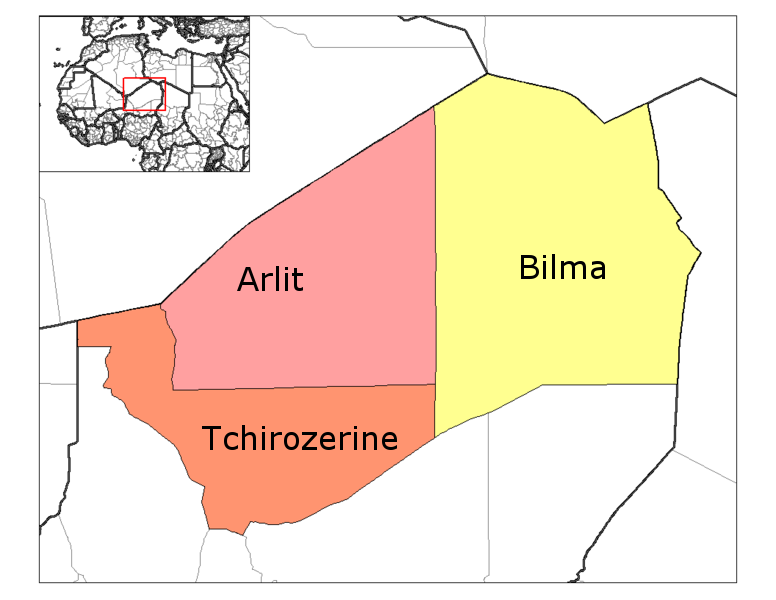
アガデス州の地図。北西の桃色の領域がアーリット県

アーリット (Arlit) は、ニジェール北部、アガデス州の都市、アーリット県の県都。
2011年の人口は約11.2万人。
ニジェールにおけるウラン採掘の中心都市として、ニジェール経済において重要な位置を占める。
アーリットはサハラ砂漠の中央部に位置する。
アイル山地の西麓に位置し、 200km北に行くとアルジェリア国境である。
アーリットにおいてウラン鉱が発見されたのは1969年である。
これといって重要な輸出品のなかったニジェールにとって、アーリットのウラン鉱は経済発展の糸口となるものであった。
近郊にはアーリット鉱山・アクータ鉱山の二つのウラン鉱山があり、露天掘りでウランが採掘されている。
最盛期だった1980年代には、世界のウラン需要の40%をこの2鉱山で賄っており、ニジェールの輸出額の90%を占めていた。
しかし、1980年代に冷戦終結などの理由でウラン価格が暴落、さらに周囲の砂漠化が進行し、アーリットにはスラム街が生まれた。
砂漠化とウラン暴落はこの地域の経済を逼迫させ、さらに政治経済の実権を握る南部ニジェールへの反感が募り、周辺のトゥアレグ人が1990年代に反乱（トゥアレグ抵抗運動 (1990年-1995年)）を起こした。
アーリットで産出されるウラン鉱はベナンのコトヌー港まで運ばれ、そこから世界各地に運ばれる。
ウラン鉱の輸出はアーリット以南の道路を整備させ、更にアーリットの町自体がアルジェリアのタマンラセットと南のアガデスを結ぶサハラ縦断ルートの沿線に位置するため、サハラ越えの重要拠点となっている。ただし舗装は南からアーリットまでであり、そこからアルジェリア国境方面への道路は未舗装のままとなっている。